# 에스와티니 총리

에스와티니의 국장

에스와티니의 총리(스와티어: Ndvunankhulu)는 에스와티니의 정부 수장이다.
11명이 에스와티니의 총리가 되었고, 7명이 총리 대행을 맡았다. 바르나바스 시부시소 들라미니라는 한 사람은 두 번의 연임이 불가능했다.
현재 총리는 클레오파스 들라미니로, 2021년 7월 19일에 음스와티 3세에 의해 임명되었다.

## 같이 보기
- 에스와티니의 군주